# 1956 Erdélyben – Politikai elítéltek életrajzi adattára 1956–1965
Az 1956-os forradalom kapcsán elítélt erdélyiek életrajzi adattárát a forradalom ötvenedik évfordulójára jelentette meg az Erdélyi Múzeum-Egyesület és a kolozsvári Polis Könyvkiadó Dávid Gyula szerkesztő, Bura László, Pál-Antal Sándor, Veress Sándor főmunkatársak és kb. két tucat további munkatárs közreműködésével. A könyv elkészültét az Arany János Alapítvány, a Communitas Alapítvány és a Határon Túli Magyarok Hivatala támogatta.